# Michael Madsen
Michael Madsen (25. září 1957 Chicago – 3. července 2025 Malibu) byl americký herec. Narodil se v Chicagu do rodiny režisérky a dramatičky a hasiče; jeho sestrou byla herečka Virginia Madsen. Nejprve se věnoval hraní v divadle a roku 1982 dostal první filmovou roli. Později hrál v mnoha dalších filmech, často například spolupracoval s režisérem Quentinem Tarantinem (Gauneři, Kill Bill, The Hateful Eight). Rovněž hrál v několika televizních seriálech a namluvil videoherní postavy.

## Filmografie

### Film
| Rok  | Název                                     | Role                              | Poznámky                     | ref.          |
| ---- | ----------------------------------------- | --------------------------------- | ---------------------------- | ------------- |
| 1982 | Against All Hope                          | Cecil Moe                         |                              | [ 3 ] [ 4 ]   |
| 1983 | Válečné hry                               | poručík Steve Phelps              |                              | [ 5 ]         |
| 1984 | Závod s měsícem                           | Frank                             |                              | [ 5 ]         |
| 1984 | Přirozený talent                          | Bartholomew „Bump” Bailey         |                              | [ 5 ]         |
| 1987 | Smrt miluje přesnost                      | Stu                               |                              | [ 5 ]         |
| 1988 | Iguana                                    | Sebastián                         |                              | [ 6 ]         |
| 1988 | Shadows in the Storm                      | Earl                              |                              | [ 7 ]         |
| 1989 | Červené jako krev                         | Enzio                             |                              | [ 8 ]         |
| 1989 | Zabij mě znovu                            | Vince Miller                      |                              | [ 5 ]         |
| 1990 | The End of Innocence                      | Earl                              |                              | [ 9 ]         |
| 1991 | The Doors                                 | Tom Baker                         |                              | [ 10 ]        |
| 1991 | Thelma a Luise                            | Jimmy Lennox                      |                              | [ 11 ]        |
| 1992 | Gauneři                                   | Vic Vega / pan Světlý             |                              | [ 11 ]        |
| 1992 | Haló, tady Shirlee                        | Steve                             |                              | [ 5 ]         |
| 1992 | Fatální instinkt                          | Cliff Burden                      |                              | [ 12 ] [ 13 ] |
| 1992 | Uvnitř ohně                               | Richard Montana                   |                              | [ 14 ]        |
| 1993 | Na útěku za průšvihem                     | Harry Talbot                      |                              | [ 15 ]        |
| 1993 | Zachraňte Willyho!                        | Glen Greenwood                    |                              | [ 11 ]        |
| 1993 | Prachy za nic                             | Detektive Pat Laurenzi            |                              | [ 5 ]         |
| 1993 | Dům v horách                              | Mickey                            |                              | [ 16 ]        |
| 1994 | Útěk do Mexika                            | Rudy Travis                       |                              | [ 17 ]        |
| 1994 | Modrý tygr                                | Gun Salesman                      | neuvedený                    | [ 4 ]         |
| 1994 | Čas proměn                                | Randy Parker                      |                              | [ 18 ]        |
| 1994 | Dohasínající světla                       | Detektive Matt Dickson            |                              | [ 19 ]        |
| 1994 | Wyatt Earp                                | Virgil Earp                       |                              | [ 20 ]        |
| 1994 | Felidae                                   | Bluebeard                         | hlas                         | [ 21 ] [ 22 ] |
| 1995 | Mutant                                    | Preston „Press” Lennox            |                              | [ 23 ]        |
| 1995 | Zachraňte Willyho 2                       | Glen Greenwood                    |                              | [ 24 ]        |
| 1995 | Profík                                    | John Wilbur Hardin                |                              | [ 25 ]        |
| 1996 | Almost Blue                               | Morris Poole                      |                              | [ 26 ]        |
| 1996 | Boss                                      | Detective Eddie Hall              |                              | [ 27 ]        |
| 1996 | Vítěz                                     | Wolf                              |                              | [ 28 ]        |
| 1996 | Poslední dny Frankieho Flye               | Sal                               |                              | [ 4 ]         |
| 1996 | Red Line                                  | Mr. Lawrence                      | přímé uvedení na video       | [ 29 ]        |
| 1997 | Krycí jméno Donnie Brasco                 | Dominick „Sonny Black“ Napolitano |                              | [ 11 ]        |
| 1997 | Suverén                                   | Skarney                           |                              | [ 30 ]        |
| 1997 | Pomsta                                    | Donnelly                          |                              | [ 31 ]        |
| 1997 | Vysoký cíl                                | Nick James                        |                              | [ 32 ]        |
| 1997 | Catherine's Grove                         | Joe Mason                         |                              | [ 5 ]         |
| 1998 | Vrahova zpověď                            | Detektive Haynes                  |                              | [ 33 ]        |
| 1998 | Stopa masového vraha                      | Brad Abraham                      |                              | [ 34 ]        |
| 1998 | Vzácný gen                                | Dallas Grayson                    |                              | [ 35 ]        |
| 1998 | Souboj na obloze                          | Gunnery Sergeant Zach Massin      |                              | [ 36 ]        |
| 1998 | Mutant 2                                  | Preston „Press“ Lennox            |                              | [ 37 ]        |
| 1998 | Zkouška naostro                           | Burl Rogers                       | přímé uvedení na video       | [ 38 ]        |
| 1998 | Prokleté prachy                           | Frank Barlow                      |                              | [ 39 ]        |
| 1999 | Bar Florentine                            | „Whitey“                          |                              | [ 4 ]         |
| 1999 | Cesta do Cannes                           | Giovanni                          |                              | [ 40 ]        |
| 1999 | Flat Out                                  | Gene                              |                              | [ 41 ]        |
| 2000 | Nezvaný host                              | Ben                               |                              |               |
| 2000 | Luck of the Draw                          | Zippo                             |                              |               |
| 2000 | Falešný únos                              | Agent Jack Briggs                 |                              |               |
| 2000 | The Price of Air                          | Mr. Ball                          |                              |               |
| 2000 | The Thief & the Stripper                  | Jimmie D.                         |                              |               |
| 2000 | Ides of March                             | strýc                             |                              |               |
| 2000 | Bad Guys                                  | Jay Peters                        |                              |               |
| 2001 | Cena mlčení                               | Jeremy Banes                      |                              |               |
| 2001 | Duch podsvětí                             | Dan Olinghouse                    |                              |               |
| 2001 | Oprátka                                   | Will                              |                              |               |
| 2001 | Spravedlnost v hodině dvanácté            | Jed Griffin                       |                              |               |
| 2001 | L.A.P.D.: To Protect and to Serve         | Lt. Alexander                     |                              |               |
| 2001 | 42K                                       | Narrator                          | hlas                         |               |
| 2001 | Extreme Honor                             | Sparks                            |                              |               |
| 2001 | Outlaw                                    | Conner                            |                              |               |
| 2002 | Tears                                     | sám sebe                          | krátký film                  |               |
| 2002 | Primal instinct                           | Russ                              |                              |               |
| 2002 | Dnes neumírej                             | ředitel NSA Damian Falco          |                              | [ 11 ]        |
| 2002 | Pořádný kšeft                             | Baker Jacks                       |                              |               |
| 2003 | Pauly Shore Is Dead                       | sám sebe                          |                              |               |
| 2003 | Where's Angelo?                           | producent                         | krátký film                  |               |
| 2003 | Šílený rande                              | T.J.                              |                              | [ 5 ]         |
| 2003 | Kill Bill                                 | Budd                              |                              | [ 11 ]        |
| 2003 | Jak je těžké býti upírem                  | Geno                              |                              |               |
| 2004 | Blueberry                                 | Wallace Sebastian Blount          |                              |               |
| 2004 | Kill Bill 2                               | Budd                              |                              | [ 11 ]        |
| 2004 | Smatyvay udochki                          | Boss                              |                              |               |
| 2005 | Sin City - město hříchu                   | Detektive Bob                     |                              | [ 11 ]        |
| 2005 | L.A. Dicks                                | Steven Miller                     |                              |               |
| 2005 | Mužskoj sezon. Barchatnaja revolucija     | Američan                          |                              |               |
| 2005 | Stopař duchů                              | Kevin Harrison                    |                              |               |
| 2005 | BloodRayne                                | Vladimir                          |                              | [ 42 ]        |
| 2005 | Letopisy Narnie: Lev, čarodějnice a skříň | Maugrim                           | hlas                         | [ 43 ]        |
| 2006 | All In                                    | Seal                              |                              |               |
| 2006 | Scary Movie 4                             | Oliver                            |                              | [ 5 ]         |
| 2006 | Poslední výsadek                          | plukovník J.T. Colt               | přímé uvedení na video       | [ 5 ]         |
| 2006 | Farma smrti                               | J.T. Goldman                      |                              |               |
| 2006 | Canes                                     | Guillermo List                    |                              |               |
| 2006 | Elektrické křeslo                         | Major Blevins                     |                              | [ 4 ]         |
| 2006 | When the Devil Rides Out                  | Maverick McMillian                |                              |               |
| 2006 | Machine                                   | Ray                               |                              |               |
| 2007 | Being Michael Madsen                      | sám sebe                          |                              | [ 4 ]         |
| 2007 | Krvavá loupež                             | Agent Lind                        | přímé uvedení na video       |               |
| 2007 | Vstupní brána                             | Miles Rennberg                    |                              | [ 5 ]         |
| 2007 | Afghánistán                               | Cooper                            |                              |               |
| 2007 | Strength and Honour                       | Sean Kelleher                     |                              | [ 28 ]        |
| 2007 | Zuby nehty                                | „Jackal“                          |                              |               |
| 2007 | Cosmic Radio                              | Senator Atwood                    |                              |               |
| 2008 | Pekelná jízda                             | „The Gent“                        |                              | [ 4 ]         |
| 2008 | Eyes Front                                | -                                 | Přímé uvedení na video       |               |
| 2008 | Last Hour                                 | Monk                              | Přímé uvedení na video       |               |
| 2008 | Zlost                                     | Max Walker                        |                              | [ 5 ]         |
| 2008 | Break                                     | The Associate                     |                              |               |
| 2008 | No Bad Days                               | Lester                            |                              |               |
| 2008 | Major Baxter                              | Major Baxter                      |                              |               |
| 2008 | House                                     | Tin Man / Úředník                 |                              | [ 44 ]        |
| 2008 | Hladina adrenalinu                        | Dean                              |                              |               |
| 2009 | You Might as Well Live                    | Clinton Manitoba                  |                              |               |
| 2009 | A Way with Murder                         | Vic Donovan                       |                              |               |
| 2009 | Hired Gun                                 | Dan Moeller                       |                              |               |
| 2009 | Na cestě bez návratu                      | J. Marcone                        |                              |               |
| 2009 | Duha v srdci                              | Dave Blair                        |                              |               |
| 2009 | Put                                       | Komandir Avianostsa               |                              |               |
| 2009 | Outrage                                   | Farragut                          |                              |               |
| 2009 | Green Lantern: První let                  | Kilowog                           | hlas; Přímé uvedení na video | [ 45 ]        |
| 2009 | Srbské jizvy                              | Dreq                              |                              |               |
| 2009 | Lost in the Woods                         | Stuart Bunka                      |                              |               |
| 2009 | Chamaco                                   | Willie                            |                              |               |
| 2009 | Creepshow Raw: Insomnia                   | Barry                             | krátký film                  |               |
| 2009 | The Bleeding                              | otec Roy                          |                              |               |
| 2009 | Ligeia                                    | George                            |                              |               |
| 2009 | Vánoční výlet                             | Joseph Johnson                    | přímé uvedení na video       |               |
| 2009 | Clear Lake, WI                            | The Reverend                      |                              |               |
| 2009 | Dead Man Running                          | Kal McNeil                        | přímé uvedení na video       |               |
| 2010 | Ve smrtelné pasti                         | Doe                               |                              |               |
| 2010 | Svůdníci žen                              | Dr. Turner                        |                              |               |
| 2010 | The Big I Am                              | Martell                           |                              |               |
| 2010 | Krach                                     | William                           |                              |               |
| 2010 | Teror v motelu                            | Carter                            |                              |               |
| 2010 | Federal                                   | Sam Gibson                        |                              |               |
| 2010 | The Brazen Bull                           | The Man                           |                              |               |
| 2010 | The Portal                                | Dr. Azirra                        |                              |               |
| 2010 | Corruption.Gov                            | Senator John Mordire              |                              |               |
| 2010 | Now Here                                  | Leblanc                           |                              |               |
| 2010 | Six Days in Paradise                      | Rich McShane                      |                              |               |
| 2011 | Joshua Tree                               | Lou                               |                              |               |
| 2011 | The 5th Execution                         | Rik                               |                              |               |
| 2011 | Forest of the Living Dead                 | poručík Brandon Ross              |                              |               |
| 2011 | The Lion of Judah                         | Boss                              | hlas                         | [ 45 ]        |
| 2011 | A Cold Day in Hell                        | U.S. Marshal Stallings            |                              |               |
| 2011 | Not Another Not Another Movie             | Lester Storm                      | přímé uvedení na video       |               |
| 2011 | Amsterdam Heavy                           | Martin Keele                      | přímé uvedení na video       |               |
| 2011 | Malý špinavý trik                         | Vito                              |                              |               |
| 2011 | Loosies                                   | poručík Nick Sullivan             |                              | [ 5 ]         |
| 2011 | A Matter of Justice                       | Leo Ibiza                         |                              |               |
| 2012 | Pozlátko Hollywoodu                       | sám sebe                          |                              |               |
| 2012 | Eldorado                                  | Ted                               | přímé uvedení na video       |               |
| 2012 | Refuge from the Storm                     | Steve Grecco                      |                              | [ 46 ]        |
| 2012 | Cole Younger & The Black Train            | Cole Younger                      |                              |               |
| 2012 | Sins Expiation                            | Don Mancino                       |                              |               |
| 2012 | Ace of Spades: Bad Destiny                | Sef                               |                              |               |
| 2012 | Desperate Endeavors                       | Ed                                |                              |               |
| 2012 | Divoká partie                             | Cole Lambert                      |                              |               |
| 2012 | Terrible Angels                           | Ben Nolan                         |                              |               |
| 2012 | Magic Boys                                | Terence                           |                              | [ 5 ]         |
| 2012 | Prince of the City                        | Ben Carlton                       |                              | [ 47 ]        |
| 2013 | Madoff: Made Off with America             | Agent Kennedy                     |                              |               |
| 2013 | Day of Redemption                         | Lou                               |                              |               |
| 2013 | Along the Roadside                        | Jerry                             |                              | [ 5 ]         |
| 2013 | Infected                                  | Louis                             |                              |               |
| 2013 | The Sorrow                                | šerif Sawyer                      |                              |               |
| 2013 | ICE Agent                                 | Carlos Garcia                     |                              |               |
| 2013 | Gabrielle                                 | Edward Sheehan                    |                              |               |
| 2013 | Nomad: The Beginning                      | Wolf                              |                              |               |
| 2013 | Lionhead                                  | Walter Powell                     |                              |               |
| 2013 | Ashley                                    | Bill                              |                              |               |
| 2013 | I'm in Love with a Church Girl            | Frank Harris                      |                              | [ 5 ]         |
| 2013 | 63lbs                                     | Mr. Johnston                      | krátký film                  |               |
| 2014 | Skoryy 'Moskva-Rossiya'                   | Agent                             |                              |               |
| 2014 | Jiný svět                                 | Bob                               |                              |               |
| 2014 | Water Wars                                | Bane                              |                              |               |
| 2014 | Death Squad                               | Lobo                              |                              |               |
| 2014 | Turn Around Jake                          | Russell O'Malley                  |                              |               |
| 2015 | Bikini Inception                          | sám sebe                          |                              |               |
| 2015 | Diamond Cartel                            | Mike                              |                              |               |
| 2015 | A Turn in the Sun                         | Corozco                           |                              |               |
| 2015 | Hope Lost                                 | Manol                             |                              |               |
| 2015 | The Just                                  | Mitchell                          | krátký film                  |               |
| 2015 | No Deposit                                | Peter Shay                        |                              |               |
| 2015 | Lady Psycho Killer                        | Doctor Douglass                   |                              |               |
| 2015 | Death in the Desert                       | Ray Easler                        |                              | [ 5 ]         |
| 2015 | S kůží na trh                             | The Boss                          |                              | [ 5 ]         |
| 2015 | Lumberjack Man                            | Dr. Peter Shirtcliff              |                              |               |
| 2015 | Sacred Blood                              | Detective Brennan                 |                              |               |
| 2015 | Flipped                                   | Casey                             |                              |               |
| 2015 | Osm hrozných                              | Joe Gage                          |                              | [ 11 ]        |
| 2016 | Deníky Mstitele                           | Moreau                            |                              | [ 5 ]         |
| 2016 | The Lost Tree                             | John Ericson                      |                              | [ 5 ]         |
| 2016 | Beyond the Game                           | Robert                            |                              |               |
| 2016 | Kidnapped in Romania                      | Mihai                             |                              |               |
| 2016 | Last Man Club                             | Stearman Pilot                    |                              |               |
| 2016 | Unbelievable!!!!!                         | President Ben Dover               |                              |               |
| 2016 | Magi                                      | Lawrence Irlam                    |                              |               |
| 2016 | Knockout                                  | Enzo                              |                              |               |
| 2016 | Talons                                    | George Fitzgerald                 |                              |               |
| 2016 | Devil's Domain                            | Bill                              |                              |               |
| 2017 | Grindhouse Nightmares                     | -                                 |                              | [ 5 ]         |
| 2017 | Unfallen                                  | General McCallister               |                              | [ 5 ]         |
| 2017 | Garlic & Gunpowder                        | Jason                             |                              |               |
| 2017 | Rock, Paper, Scissors                     | Doyle Dechert                     |                              |               |
| 2017 | The Broken Key                            | Tully De Marco                    |                              | [ 5 ]         |
| 2017 | A Night in Jail                           | kapitán                           | krátký film                  |               |
| 2018 | Killian                                   | Jacob                             | krátký film                  |               |
| 2018 | Love Addict                               | M. Dickinson                      |                              |               |
| 2018 | Papa                                      | Ivan                              |                              |               |
| 2018 | Dirty Dealing 3D                          | Dean Belding                      |                              | [ 5 ]         |
| 2018 | Assassins Revenge                         | Detektive Frank McMillian         | přímé uvedení na video       |               |
| 2018 | Hangover in Death Valley                  | Ted                               | přímé uvedení na video       |               |
| 2018 | CobraGator                                | Layton                            |                              |               |
| 2018 | Dead on Time                              | Mike McGuirk                      |                              |               |
| 2018 | Gang Leader                               | Gang Leader                       | krátký film                  |               |
| 2018 | God's Eye                                 | Max                               |                              |               |
| 2018 | Útok megažraloka                          | admirál King                      |                              |               |
| 2019 | Trading Paint                             | Bob Linsky                        | přímé uvedení na video       | [ 5 ]         |
| 2019 | The Garden Left Behind                    | Kevin                             |                              | [ 5 ]         |
| 2019 | Welcome to Acapulco                       | Hyde                              |                              | [ 5 ]         |
| 2019 | Born2Race                                 | Bobby Unser                       |                              |               |
| 2019 | Tenkrát v Hollywoodu                      | šerif Hackett                     |                              | [ 48 ]        |
| 2019 | Primitiva                                 | vypravěč                          | hlas                         |               |
| 2019 | Red Handed                                | Lou                               |                              |               |
| 2019 | Sněžná mela                               | Duke                              | hlas                         | [ 45 ]        |
| 2020 | Angels Fallen                             | Balthazar                         |                              |               |
| 2020 | Conjuring: The Book of the Dead           | Jefferson                         |                              |               |
| 2020 | 2 Graves in the Desert                    | Vince                             |                              | [ 5 ]         |
| 2020 | Serpent in the Bottle                     | Joe                               |                              |               |
| 2020 | Shark Season                              | James                             |                              |               |
| 2020 | Dirty Fears                               | Michael                           |                              | [ 5 ]         |
| 2020 | Puppy Love                                | Wesley                            |                              |               |
| 2020 | Nishabdham                                | Richard Dawkins                   |                              |               |
| 2021 | Batman: Dying Is Easy                     | Harvey Bullock                    | krátký film                  |               |
| 2021 | Missiya: Prorok                           | Tyler                             |                              |               |
| 2021 | Burial Ground Massacre                    | Damon                             |                              |               |
| 2021 | American Night                            | Lord Samuel Morgan                |                              | [ 5 ]         |
| 2021 | Every Last One of Them                    | Bill                              |                              |               |
| 2021 | Christmas Thieves                         | Vince                             |                              |               |
| 2021 | The American Connection                   | John Lebaron                      |                              |               |
| 2022 | Damon's Revenge                           | Damon                             |                              |               |
| 2022 | Until We Meet Again                       | Det. Morrison                     |                              |               |
| 2022 | Incarnation                               | Peter                             |                              | [ 5 ]         |
| 2022 | Numbers                                   | Detektive Casey                   |                              |               |
| 2022 | Grace                                     | Man                               | hlas; krátký film            |               |
| 2023 | Waking Karma                              | Paul                              |                              |               |
| 2023 | The Wraith Within                         | šerif Townsend                    |                              |               |
| 2023 | Assault on Hill 400                       | General Cota                      |                              |               |
| 2023 | The Lurking Fear                          | Officer Hansen                    |                              |               |
| 2023 | Outlaw Johnny Black                       | Dutch                             |                              |               |
| 2024 | Prepare to Die                            | Sheriff Hansen                    |                              |               |
| 2024 | Dark Feathers: Dance of the Geisha        | Kensei                            |                              | [ 5 ]         |
| 2024 | Monster Mash                              | Dott Frankenstein                 |                              |               |
| 2024 | Spirit Riser                              | Narrator                          | hlas                         |               |
| 2024 | South of Hope Street                      | Benjamin                          |                              |               |
| 2024 | Final Wager                               | Ian                               |                              |               |
| 2024 | Arena Wars                                | Samson                            |                              | [ 49 ]        |
| 2024 | Max Dagan                                 | Dan Clancy                        |                              | [ 50 ]        |
| 2025 | Sinatra! Eternity                         | Robert (Bob) Nelson               |                              |               |
| 2025 | Resurrection Road                         | Quantrill                         |                              |               |
| 2025 | Cash Collectors                           | Michael Turner                    |                              |               |

### Televize
| Year      | Title                                      | Role                      | Notes                                           |        |
| --------- | ------------------------------------------ | ------------------------- | ----------------------------------------------- | ------ |
| 1983      | St. Elsewhere                              | Mike O'Connor             | opakované obsazení (1. sezóna)                  |        |
| 1983      | Special Bulletin                           | Jimmy Lenox               | televizní film                                  |        |
| 1984      | Cagneyová a Laceyová                       | Boyd Evans Strout         | epizoda: „Heat“                                 |        |
| 1984      | Miami Vice                                 | Sally Alvarado            | epizoda: „Give a Little, Take a Little“         |        |
| 1985      | Stopař                                     | John Hampton              | epizoda: „Man at the Window“                    |        |
| 1985–1986 | Our Family Honor                           | Augie Danzig              | hlavní obsazení                                 |        |
| 1986      | Crime Story                                | Johnny Fosse              | opakované obsazení (1. sezóna)                  |        |
| 1988      | War and Remembrance                        | poručík "Foof" Turhall    | epizoda: „Part I“                               |        |
| 1989      | Almost Grown                               | Walter Zmuida             | epizoda: „Take It Slow“                         |        |
| 1989      | Tour of Duty                               | Sergeant Greg Block       | epizoda: „Sleeping Dogs“                        |        |
| 1989      | Jake and the Fatman                        | Chase                     | epizoda: „Snowfall“                             |        |
| 1989      | Quantum Leap                               | Blue                      | epizoda: „Jimmy – October 14, 1964“             | [ 4 ]  |
| 1990      | The Outsiders                              | Mick Jenkins              | epizoda: „The Beat Goes On“                     |        |
| 1990      | Montana                                    | Pierce                    | televizní film                                  |        |
| 1991      | Gabriel's Fire                             | Stan Frankel              | epizoda: „Finger on the Trigger“                |        |
| 1992      | Baby Snatcher                              | Cal Hudson                | televizní film                                  |        |
| 1993      | Beyond the Law                             | Blood                     | televizní film                                  | [ 4 ]  |
| 1998–1999 | Vengeance Unlimited                        | Mr. Chapel                | hlavní obsazení                                 | [ 4 ]  |
| 1999      | Krutý trest                                | Dalton                    | televizní film                                  |        |
| 2000      | Vyšetřovatelé II: Střípky důkazů           | Joe                       | televizní film                                  |        |
| 2000      | Pátá oběť                                  | Tyler Pierce              | televizní film                                  |        |
| 2000      | V pravé poledne                            | Frank Miller              | televizní film                                  |        |
| 2001      | Big Apple                                  | Terry Maddock             | hlavní obsazení                                 | [ 4 ]  |
| 2001–2005 | Animal Precinct                            | sám sebe / vypravěč       | hlavní vypravěč (1. – 4. sezóna)                |        |
| 2002      | Mad TV                                     | sám sebe                  | epizoda: #8.7                                   |        |
| 2002      | Film Genre                                 | sám sebe                  | epizoda: „Heist“                                |        |
| 2003      | I Love the '70s                            | sám sebe                  | epizoda: „1976“                                 |        |
| 2003      | The Bronx Bunny Show                       | sám sebe                  | epizoda: #1.3                                   |        |
| 2003      | 44 minut: Přestřelka v severním Hollywoodu | Detective Frank McGregor  | televizní film                                  |        |
| 2004      | Tracks                                     | sám sebe                  | epizoda: „Tarantino Special“                    |        |
| 2004      | Biography                                  | sám sebe                  | epizoda: „Steve McQueen: Life in the Fast Lane“ |        |
| 2004      | Frankenstein                               | Detective Jonathan Harker | televizní film                                  |        |
| 2005      | MTV Cribs                                  | sám sebe                  | epizoda: #12.4                                  |        |
| 2005      | Tilt                                       | Don "The Matador" Everest | hlavní obsazení                                 | [ 4 ]  |
| 2007      | Krokodýl zabiják                           | „Croc“ Hawkins            | televizní film                                  |        |
| 2008      | Akcelerace smrti                           | Vincent Scaillo           | televizní film                                  |        |
| 2010      | Zulu Gumball                               | sám sebe                  | epizoda: #1.2                                   |        |
| 2010      | The Role That Changed My Life              | sám sebe                  | epizoda: „I Was a Smooth Criminal“              |        |
| 2010      | CSI: Miami                                 | Cooper „Coop“ Daly        | epizoda: „L.A.“                                 |        |
| 2010      | 24 hodin                                   | Jim Ricker                | opakované obsazení (8. sezóna)                  |        |
| 2012      | Celebrity Big Brother                      | sám sebe                  | účastník 9. sezóny                              |        |
| 2012      | Bobovy burgery                             | Kevin Costner             | hlas; epizoda: „Moody Foodie“                   | [ 45 ] |
| 2012      | Blue Bloods                                | Benjamin Walker           | epizoda: „Family Business“                      |        |
| 2012      | Piranhaconda                               | Professor Lovegrove       | televizní film                                  |        |
| 2012–2013 | Doktorka podsvětí                          | Russell King              | opakované obsazení                              |        |
| 2013      | Průkopníci                                 | sám sebe                  | epizoda: „Michael Madsen in Malibu“             |        |
| 2013      | Strašidelné příběhy celebrit               | sám sebe                  | epizoda: #5.2                                   |        |
| 2013      | 2 Hopeful Spinsters                        | sám sebe                  | opakované obsazení                              |        |
| 2013      | Golden Boy                                 | Walter Clark Sr.          | opakované obsazení (1. sezóna)                  |        |
| 2013      | Axe Cop                                    | Baby Man                  | hlas; epizoda: „No More Bad Guys“               |        |
| 2013      | Paulie                                     | Michael                   | televizní film                                  |        |
| 2014      | Havaj 5-0                                  | Roy Parrish               | epizoda: „Na hala a ka makua“                   | [ 4 ]  |
| 2015      | Falešný Hollywood                          | Harvey Scoles             | opakované obsazení                              | [ 4 ]  |
| 2016      | Daleko od lidí                             | sám sebe / vypraveč       | hlavní vypravěč                                 |        |
| 2016      | Emigratis                                  | sám sebe                  | epizoda: „Sacramento e Los Angeles“             |        |
| 2016      | Master of Photography                      | sám sebe                  | epizoda: „Celebrity Portrait“                   |        |
| 2016      | Real Detective                             | Ranger Phil Ryan          | epizoda: „Damage“                               |        |
| 2016      | Those Who Can't                            | strážník Callahan         | epizoda: „Wet Dreams May Come“                  |        |
| 2016      | Powers                                     | Patrick / Supershock      | hlavní obsazení (2. sezóna)                     |        |
| 2017      | Skutečný Rob                               | Michael                   | epizoda: „Authentic Self“                       |        |
| 2017      | The Wrong Neighbor                         | Coach 'Jaws' Jaworski     | televizní film                                  |        |
| 2018      | Megalodon                                  | admirál King              | televizní film                                  |        |
| 2021      | Clint Eastwood: A Cinematic Legacy         | sám sebe                  | epizoda: „Fighting for Justice“                 |        |

### Hudební videoklipy
| Rok  | Název                    | Umělec                 | Role            | ref.          |
| ---- | ------------------------ | ---------------------- | --------------- | ------------- |
| 2001 | „You Rock My World”      | Michael Jackson        | gauner          |               |
| 2006 | „Kill The Music”         | Every Time I Die       | režisér         | [ 51 ] [ 52 ] |
| 2010 | „Obsession”              | Sky Ferreira           | sám sebe        |               |
| 2012 | „As Long as You Love Me” | Justin Bieber          | otec přítelkyně |               |
| 2014 | „Black Widow”            | Iggy Azalea a Rita Ora | přítel / terč   |               |
| 2019 | „Dancing on Your Grave”  | Nick Le Juge           | kněz            | [ 53 ]        |

### Počítačové hry
| Rok  | Název                                                  | Hlasová role           | Poznámky                                                   | ref.   |
| ---- | ------------------------------------------------------ | ---------------------- | ---------------------------------------------------------- | ------ |
| 2001 | Grand Theft Auto III                                   | Toni Cipriani          |                                                            | [ 45 ] |
| 2003 | True Crime: Streets of LA                              | Don Rafferty           |                                                            | [ 45 ] |
| 2004 | Driver 3                                               | John Tanner            |                                                            | [ 45 ] |
| 2005 | Narc                                                   | Jack Forzenski         |                                                            | [ 54 ] |
| 2006 | Reservoir Dogs                                         | Vic Vega / Mr. Blonde  |                                                            | [ 55 ] |
| 2006 | Yakuza                                                 | Futoshi Shimano        | anglický dabing                                            | [ 45 ] |
| 2012 | Dishonored                                             | Daud                   |                                                            | [ 45 ] |
| 2013 | Call of Duty: Black Ops II                             | Michael 'Finn' O'Leary |                                                            | [ 56 ] |
| 2014 | The Walking Dead: Season Two                           | William Carver         |                                                            | [ 45 ] |
| 2017 | Dishonored: Death of the Outsider                      | Daud                   |                                                            | [ 45 ] |
| 2021 | Grand Theft Auto: The Trilogy – The Definitive Edition | Toni Cipriani          | archivní nahrávky; remaster pouze hry Grand Theft Auto III | [ 57 ] |
| 2023 | Crime Boss: Rockay City                                | Travis Baker           |                                                            | [ 58 ] |

### Dokumenty
| Rok  | Název                                                | ref.  |
| ---- | ---------------------------------------------------- | ----- |
| 1998 | Steve McQueen: The King of Cool                      |       |
| 2002 | Thelma & Louise: The Last Journey                    |       |
| 2004 | Sam Peckinpah's West: Legacy of a Hollywood Renegade |       |
| 2005 | Bullets Over Hollywood                               |       |
| 2019 | QT8: The First Eight                                 | [ 5 ] |